# تنگیز سولاکولیدزه

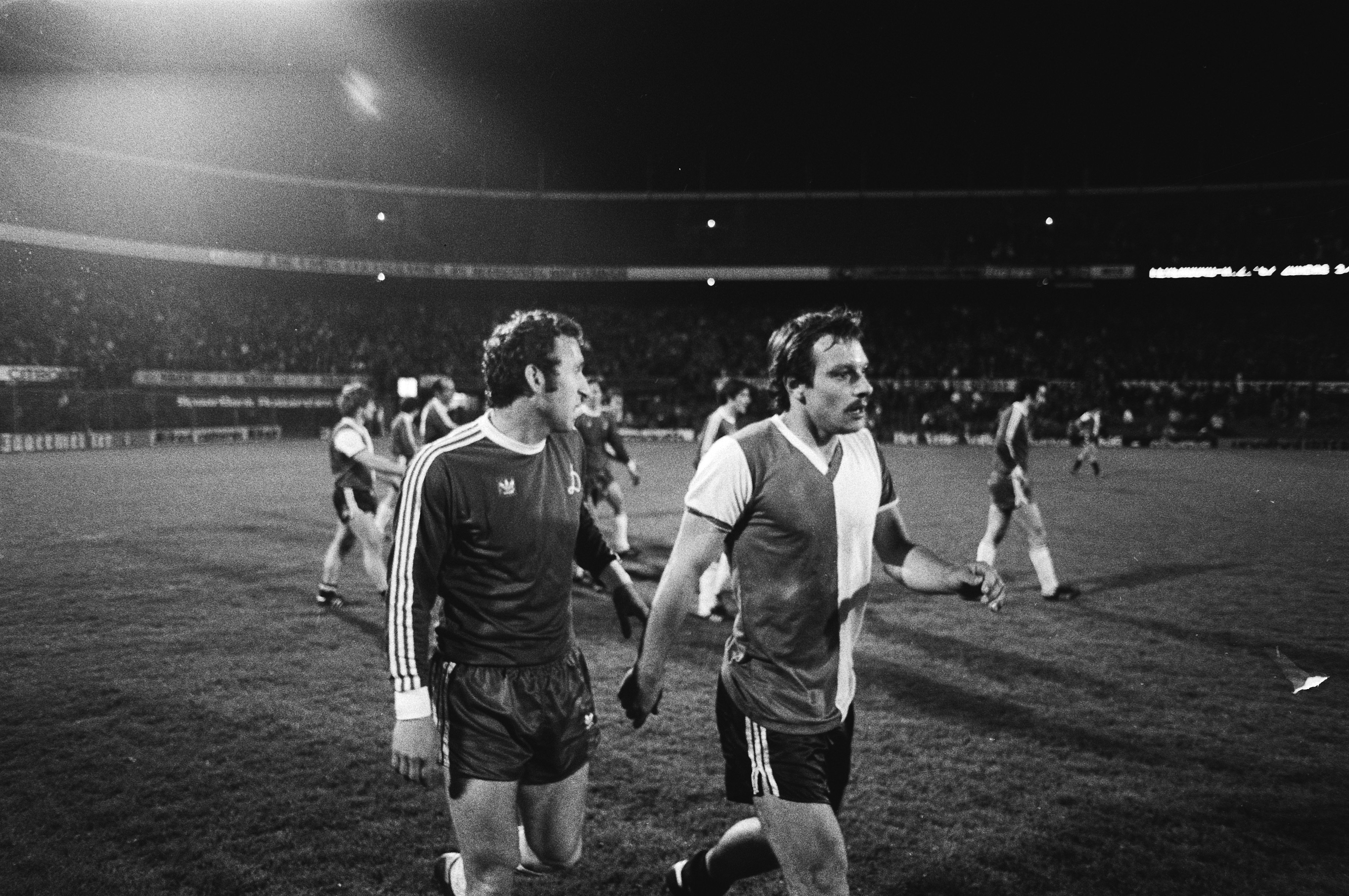
تنگیز سولاکولیدزه

تنگیز سولاکولیدزه (گرجی: თენგიზ სულაქველიძე؛ زادهٔ ۲۳ ژوئیهٔ ۱۹۵۶) بازیکن فوتبال گرجی‌تبار اهل اتحاد جماهیر شوروی سوسیالیستی بود.
از باشگاه‌هایی که در آن بازی کرده‌است می‌توان به باشگاه فوتبال دینامو تفلیس اشاره کرد.
وی همچنین در تیم ملی فوتبال شوروی بازی کرده‌است.